# Isabel Sanford
Eloise Gwendolyn Sanford (New York, 29 augustus 1917 – Los Angeles, 9 juli 2004) was een Amerikaanse actrice, die vooral bekend werd als Louise Jefferson, eerst in All in the Family, later in The Jeffersons.
In 2004 overleed ze aan een hartziekte.

## Filmografie
- Candid Camera (televisieserie) – Mrs. Jefferson (afl. Mother's Day, 2004)
- The Young and the Restless (televisieserie) – Sylvia (afl. 1.7534, 2002)
- The Parkers (televisieserie) – Evelyn Smith (afl. Hands Off, Grandma, 2001)
- Jackie's Back! (televisiefilm, 1999) – Miss Krumes (Jackie's Play Mama)
- Click Three Times (1999) – Dorothy
- Jane Austen's Mafia! (1998) – Mrs. Louise Jefferson (niet op aftiteling)
- Teen Angel (televisieserie) – Laurie (afl. Sings Like an Angel, 1997)
- Sprung (1997)
- The Steve Harvey Show (televisieserie) – Mother Hightower (afl. That's My Mama, 1996)
- The Fresh Prince of Bel-Air (televisieserie) – Louise 'Weezy' Jefferson (afl. I, Done: Part 2, 1996)
- Original Gangstas (1996) – Gracie Bookman
- In the House (televisieserie) – Nanna (2 afl., 1995)
- The Fresh Prince of Bel-Air (televisieserie) – Louise Jefferson (afl. Will Is from Mars..., 1995)
- Lois & Clark: The New Adventures of Superman (televisieserie) – Ms. Duffy (afl. Season's Greedings, 1994)
- Hangin' with Mr. Cooper (televisieserie) – Judge (afl. The Courtship of Mark Cooper, 1994)
- Living Single (televisieserie) – Eunette Ryan (afl. Quittin' Time, 1993)
- Dream On (televisieserie) – Judge Isabel Kohner (afl. Oral Sex, Lies and Videotape, 1993)
- South Beach (1993) – Mama
- A Pup Named Scooby-Doo (televisieserie) – Verschillende stemmen (Afl. onbekend, 1988-1991)
- Pucker Up and Bark Like a Dog (1990) – Joanna
- Isabel's Honeymoon Hotel (televisieserie) – Isabel Scott (afl. onbekend, 1987)
- Mike Hammer (televisieserie) – Mama Vibes (afl. Harlem Nocturne, 1986)
- Crazy Like a Fox (televisieserie) – Rol onbekend (afl. The Duke Is Dead, 1986)
- The Jeffersons (televisieserie) – Louise Jefferson (1975-1985)
- The Love Boat (televisieserie) – Tanya, Isaac's Aunt (2 afl., Tell Her She's Great/ Matchmaker, Matchmaker Times Two/The Baby Alarm, 1980, 1983)
- Desperate Moves (1981) – Dottie Butz
- Love at First Bite (1979) – Judge R. Thomas
- All in the Family (televisieserie) – Louise Jefferson (1971-1975, 1979)
- Supertrain (televisieserie) – Reba (afl. Pirouette, 1978)
- Vega$ (televisieserie) – Mae (afl. Milliken's Stash, 1978)
- The Photographer (1974) – Mrs. Slade
- Kojak (televisieserie) – Grace (afl. Die Before They Wake, 1974)
- Temperatures Rising (televisieserie) – Rol onbekend (afl. The Mothers, 1973)
- Up the Sandbox (1972) – Maria
- Love, American Style (televisieserie) – Moeder (afl. Love and the Perfect Wedding, 1972)
- Lady Sings the Blues (1972) – First Madame
- Hickey & Boggs (1972) – Nyona's moeder
- The New Centurions (1972) – Wilma
- The Great Man's Whiskers (televisiefilm, 1972) – Ella
- Mary Tyler Moore (televisieserie) – Mrs. Wilson (afl. His Two Right Arms, 1972)
- The Interns (televisieserie) – Dr. Hearn (afl. The Choice, 1971)
- Love, American Style (televisieserie) – Rol onbekend (afl. Love and the Baby, 1971)
- The Bill Cosby Show (televisieserie) – Bertha (afl. The Barber Shop, 1971)
- The Red, White, and Black (1970) – Isabel Taylor
- Daniel Boone (televisieserie) – Maybelle (afl. Sunshine Patriots, 1970)
- The Comic (1969) – Woman
- Pendulum (1969) – Effie
- The Mod Squad (televisieserie) – Lillian (afl. Love, 1968)
- Bewitched (televisieserie) – Aunt Jenny (afl. Samantha Goes South for a Spell, 1968)
- The Young Runaways (1968) – Sarah
- Guess Who's Coming to Dinner (1967) – Matilda 'Tillie' Binks

- Gemeinsame Normdatei: 174000480
- International Standard Name Identifier: 0000 0000 2880 1484
- Library of Congress Control Number: n91012480
- SNAC: w6hb3qb7
- Virtual International Authority File: 36087391
- WorldCat: E39PBJm97wVH8VQKJQ84Cfhrbd